# Dickie Moore
John Richard Moore Jr. (12 de setembro de 1925 — 7 de setembro de 2015) foi um ator norte-americano, conhecido como Dickie Moore. Foi um dos últimos atores sobreviventes que apareceram em filmes mudos.

## Vida pessoal

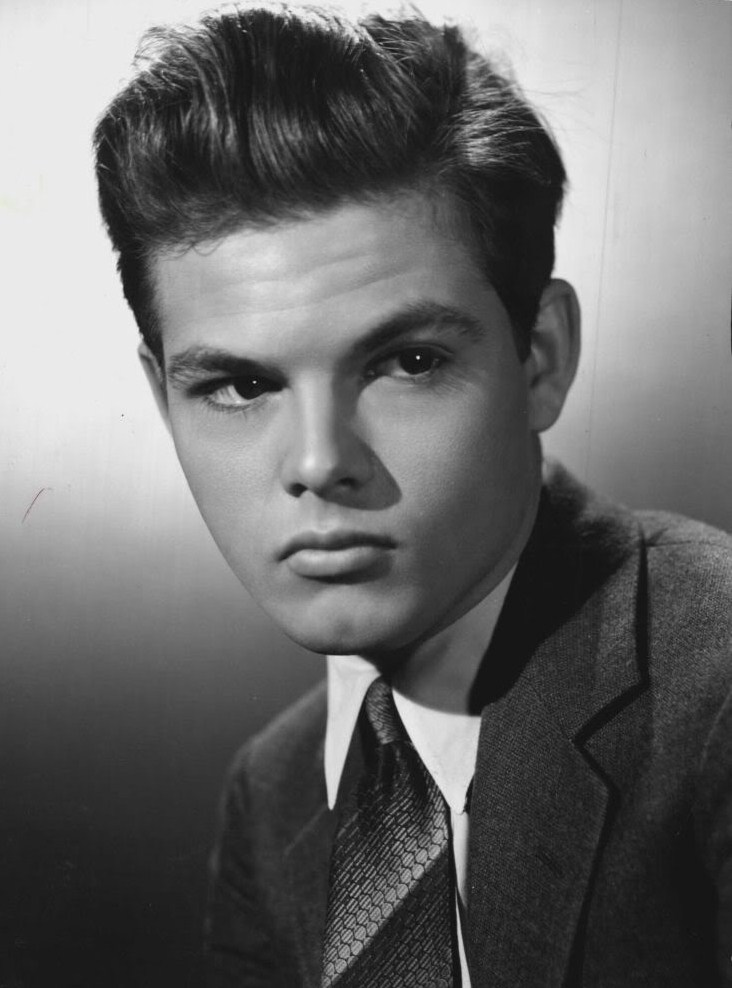
Dickie Moore em 1944

Em 1988, casou-se com a atriz Jane Powell.